# Adolf Stählin
Adolf Stählin (* 13. Oktober 1901 in Nürnberg; † 20. September 1992 in Wißmar bei Gießen) war ein deutscher Agrarwissenschaftler. Er lehrte in Jena, Hohenheim und Gießen und gilt durch seine vielseitigen Tätigkeiten auf den Gebieten Grünlandlehre, Pflanzenbau, Futterbau, Futtermittelmittelbewertung und Samenkunde als einer der herausragenden Kulturpflanzenforscher seiner Zeit.

## Leben
Adolf Stählin entstammt einer bekannten Gelehrtenfamilie. Sein Vater war der Altphilologe Otto Stählin. Er bestand 1920 das Abitur am humanistischen Gymnasium in Erlangen und lernte seit 1920 auf Betrieben in Schwaben und Pommern die landwirtschaftliche Praxis kennen. Von 1923 bis 1926 studierte er Landwirtschaft in Hohenheim und München. Als Schüler von Ludwig Kießling promovierte er 1929 an der Technischen Hochschule München mit der Dissertation „Morphologische und zytologische Untersuchungen an Gramineen“.
Bereits 1927 hatte Stählin als Assistent des Pflanzenbau- und Grünlandwissenschaftlers Ernst Klapp die Samen- und Futtermittelkontrolle an der Landesanstalt für Pflanzenbau und Pflanzenzucht in Jena übernommen. 1942 wurde ihm als stellvertretendem Direktor die Leitung des Instituts für Pflanzenbau der Universität Jena und aller angeschlossenen Einrichtungen übertragen. 1944 habilitierte er sich mit der Abhandlung „Beiträge zur Feststellung der Todesursache von Haustieren und Wild“. 1945 wurde er von den Amerikanern, die Thüringen kurzzeitig besetzt hatten, aus Jena evakuiert.
1946 konnte Stählin seine wissenschaftliche Laufbahn an der Universität Hohenheim fortsetzen, wo er in dem von Walther Brouwer geleiteten Institut für Pflanzenbau und Pflanzenzüchtung fast zehn Jahre lang tätig war, zuletzt als außerplanmäßiger Professor und Abteilungsleiter. 1956 wurde er als Nachfolger von Arnold Scheibe als ordentlicher Professor auf den Lehrstuhl für Grünlandwirtschaft und Futterbau der Universität Gießen berufen. Hier wirkte er bis zu seiner Emeritierung im Jahre 1970. Auch in den beiden letzten Jahrzehnten seines Lebens war er an seinem Alterssitz in Wißmar bei Gießen noch forschend tätig.

## Lebenswerk
In Jena beschäftigte sich Stählin neben seiner Haupttätigkeit auf den Gebieten der Samen- und Futtermittelkontrolle seit 1930 zunehmend mit Fragen der Grünlandbewirtschaftung in Thüringen. In den folgenden Jahren veröffentlichte er mehrere Beiträge zur Vegetationskunde des Kulturgrünlandes. Besonders hervorzuheben ist dabei das gemeinsam mit Ernst Klapp veröffentlichte Buch „Standorte, Pflanzengesellschaften und Leistungen des Grünlandes“ (1936).
In Hohenheim (seit 1946) waren Stählins Forschungsschwerpunkte neben Untersuchungen von Saatgut, die Bewertung von Grünlandpflanzen als Futtermittel und vegetationskundliche Studien. Eine mehrjährige Zusammenarbeit mit dem Geobotaniker Heinz Ellenberg erbrachte wertvolle Erkenntnisse für die landwirtschaftliche Pflanzensoziologie.
Gemeinsam mit Walther Brouwer erarbeitete Stählin in Hohenheim ein „Handbuch der Samenkunde für Landwirtschaft, Gartenbau und Forstwirtschaft …“. Das 1955 erschienene Buch gilt bis heute als das maßgebende Standardwerk auf dem Gebiet der landwirtschaftlichen Samenkunde. In Hohenheim entstand auch sein Buch „Die Beurteilung der Futtermittel“ (1957), ein über 800 Seiten umfassendes Kompendium über Futterpflanzen unter Einbeziehung von Erkenntnissen der Tierphysiologie.
Den Höhepunkt seines Schaffens erreichte Stählin an der Universität Gießen (1956–1970). Hier standen Fragen der Grünlandsoziologie und der Grünlandbewirtschaftung im Mittelpunkt seiner Forschungstätigkeit. Hinzu kamen experimentelle Untersuchungen zur Qualität der Grünland- und Futterpflanzen. Außerdem beschäftigte sich Stählin mit der Narbenbeschaffenheit von Rasenflächen. Die 1963 von ihm an seinem Institut eingerichtete Rasenforschungsstelle, ein Novum in der Welt, entwickelte sich zu einem internationalen Zentrum der Rasenforschung.
Auch in Gießen ist Stählin mit wegweisenden Publikationen hervorgetreten. Er veröffentlichte u. a. einen Bestimmungsschlüssel für Leguminosen im blütenlosen Zustand (1960), eine sprachhistorische Studie über die landwirtschaftlichen Kulturpflanzen Mitteleuropas (1967) und einen Übersichtsbeitrag über das Grünland im Landschaftshaushalt. Als beachtenswerter Beitrag zu aktuellen Fragen der Landbewirtschaftung gilt sein Festvortrag anlässlich der 375-Jahr-Feier der Universität Gießen am 13. Mai 1982 „Probleme der modernen Agrarwissenschaften“ (publiziert 1984).

## Ehrungen und Auszeichnungen
- 1961: Festschrift zum 60. Geburtstag (Neue Ergebnisse futterbaulicher Forschung)
- 1967: Ehrendoktor der Landwirtschaftlichen Fakultät der Universität München
- 1970: Silberne Max-Eyth-Denkmünze der Deutschen Landwirtschafts-Gesellschaft
- 1971: Silberne Plakette des Hessischen Ministers für Landwirtschaft und Umwelt
- 1976: Ehrenmitglied der Gesellschaft für Pflanzenbauwissenschaften

## Hauptwerke
- Morphologische und zytologische Untersuchungen an Gramineen. Dissertation. Technische Hochschule München 1929. Wissenschaftliches Archiv für Landwirtschaft. Abt. A: Archiv für Pflanzenbau. Band 1, 1929, S. 330–398.
- mit Ernst Klapp: Standorte, Pflanzengesellschaften und Leistungen des Grünlandes. Am Beispiel thüringischer Wiesen bearbeitet. Ulmer, Stuttgart 1936.
- Feststellung der Todesursache von Haustieren und Wild. Fischer, Jena 1944 (Arbeiten der Thüringischen Landesanstalt für Pflanzenbau und Pflanzenschutz. Heft 3).
- Aufgaben und Ziele der Grünlandwissenschaft. In: Zeitschrift für Acker- und Pflanzenbau. Band 91. 1949, S. 120–133.
- Anleitung zur Heubewertung nach dem DLG-Schlüssel. DLG, Frankfurt am Main 1953. 2. Auflage 1961.
- mit Walther Brouwer: Handbuch der Samenkunde für Landwirtschaft, Gartenbau und Forstwirtschaft. Mit einem Anhang zur Bestimmung der wichtigsten landwirtschaftlichen Samen. DLG, Frankfurt am Main 1955. 2. Auflage 1975.
- Die Beurteilung der Futtermittel. In: Handbuch der landwirtschaftlichen Versuchs- und Untersuchungsmethodik. Band 12, Teil 2. Neumann, Radebeul, Berlin 1957.
- mit Oskar Schweighart: Verbreitete Pflanzengesellschaften des Dauergrünlandes, der Äcker, Gärten und Weinberge. BLV, München 1960.
- Die Acker- und Grünlandleguminosen im blütenlosen Zustand. Bestimmungsschlüssel. DLG, Frankfurt am Main 1960.
- Die landwirtschaftlichen Kulturpflanzen Mitteleuropas in den europäischen Sprachen. DLG, Frankfurt am Main (Sonderheft 4 der Zeitschrift Das wirtschaftseigene Futter)
- Das Grünland im Landschaftshaushalt. In: Konrad Buchwald, Wolfgang Engelhardt (Hrsg.): Handbuch für Landschaftspflege und Naturschutz. Band 2. Bayerischer Landwirtschaftsverlag, München 1968, S. 176–202.
- Grünfutter und Heu. In: Max Becker, Kurt Nehring (Hrsg.): Handbuch der Futtermittel. band 1. Parey, Hamburg, Berlin 1969, S. 1–177.
- Probleme der modernen Agrarwissenschaften. In: Oberhessische Naturwissenschaftliche Zeitschrift. Band 48. 1984, S. 29–41.